# 巴爾滕

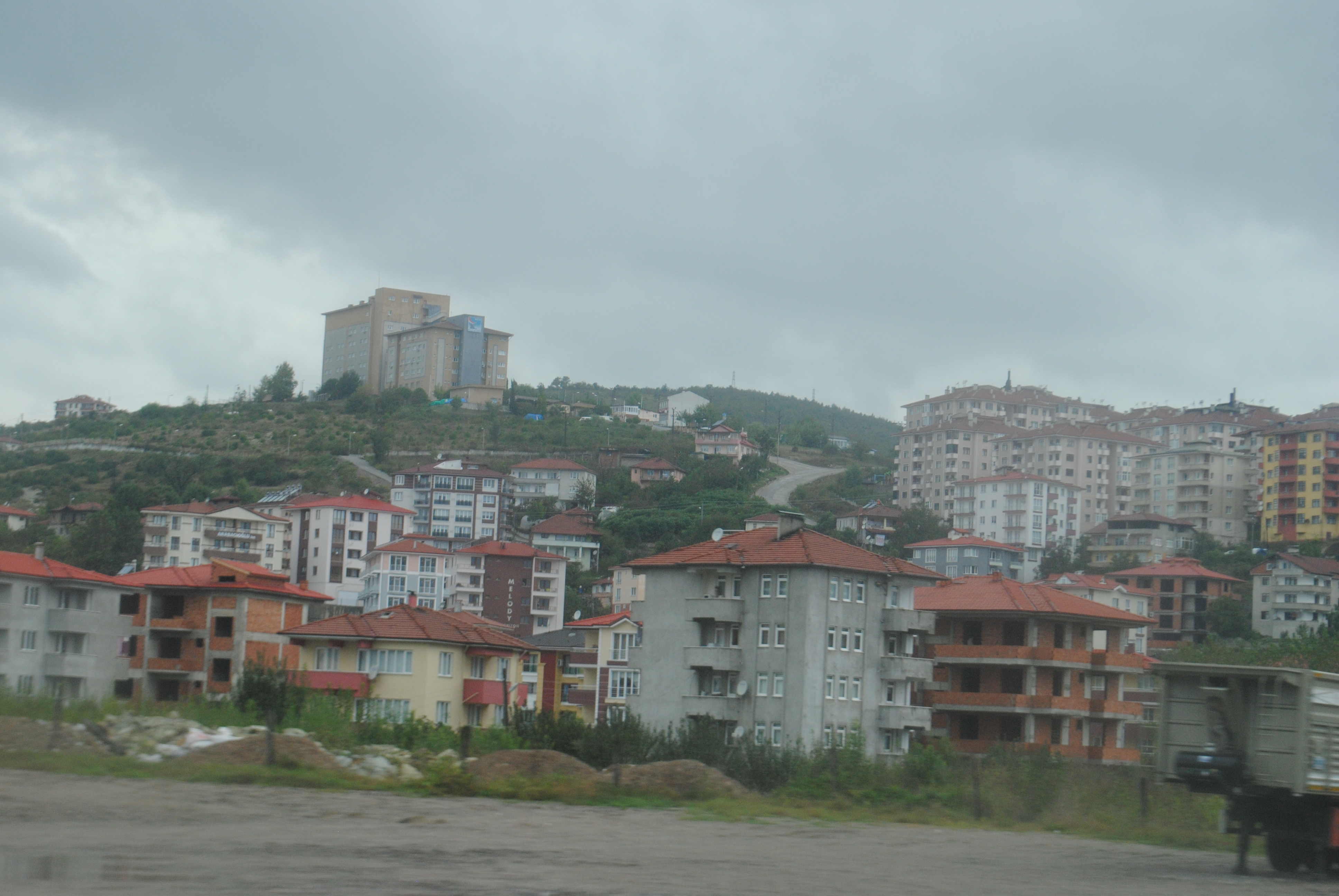
巴爾滕

巴爾滕是土耳其的城鎮，也是巴爾滕省的首府，位於該國北部，面積1,028平方公里，海拔高度25米，受海洋性氣候影響，每年平均降雨量1,034毫米，2010年人口52,470。

## 外部連結
- English Information of Bartın
- Bartın Şehir ve Firma Rehberi （页面存档备份，存于）